# Jensberg
Le Jensberg, appelé Jäissberg en patois local, est une montagne boisée de Suisse.

## Géographie
La montagne est située au nord-ouest du canal de Nidau-Büren dans le Seeland, canton de Berne. Elle est entourée des communes de Brügg au nord, d'Aegerten au nord-est, de Belmont à l'ouest, de Studen au sud-est et de Jens au sud-ouest.

## Site archéologique
À sa pointe sud-est, au lieu-dit Petinesca se trouvent les vestiges, en partie encore visibles, d'une fortification celte (oppidum), puis un village romain, qui formaient un centre régional depuis le IIe siècle av. J.-C. jusqu'au IVe siècle.